# 용호산제 및 관련자료
용호산제 및 관련자료는 세종특별자치시 용호동에 있다. 2014년 9월 30일 세종특별자치시의 향토문화유산 제44호로 지정되었다.

## 개요
용호산제(龍虎山祭)는 세종특별자치시 연동면 용호1리 하룡마을 주민들이 매년 음력 1월 14일 자정(子正)에 마을 뒷산인 용산(龍山)의 제단(祭壇)에서 마을의 풍요(豐饒)와 안녕(安寧), 화합(和合)을 산신(山神)에게 기원(祈願)하는 제사(祭祀)이다.
용호산제의 기원(起源)은 약 200년 전으로 보고 있으며, 자손(子孫)이 귀하고 가뭄이 이어져 마을사람들이 고민하고 있을 때 지나가던 스님이 산신에게 제사를 지내면 해결될 것이라 하여 시작되었다는 이야기가 있으나 명확한 기원이나 시작연도에 대한 자료는 남아있지 않다. 처음에는 용호리에 있는 상룡, 중룡, 하룡마을에서 각각 산제를 올렸으나 고종(高宗, 1852~1919) 때에 상룡과 중룡마을의 산제는 폐지(廢止)되고 하룡마을의 용호산제만 남아 오늘날까지 이어지고 있다.
용호산제는 제사를 지내는 관리 3명을 산제를 지내기 보름 전에 정하여 몸가짐을 단정히 하게 하는 것으로 시작하여 마을사람들의 정성으로 마련한 제사음식을 올리고 분향(焚香)한 후 축문(祝文)을 읽는 순서로 진행된다. 제사를 마치면 제사에 올린 음식을 나눠먹으며 마을잔치를 여는 것으로 마무리 된다.
현재의 제단은 2000년에 다시 만든 것이고, 산제를 지내는 차례(山祭坐目)와 산제 운영을 위해 만들어진 산제계(山祭契)에 대한 문서가 마을에 남아있다.